# Kris De Bruyne
Pour les articles homonymes, voir De Bruyne.
Kris De Bruyne, né à Anvers, le 20 mars 1950 et mort le 3 février 2021 est un chanteur belge flamand.

## Discographie
- Kris De Bruyne (Vogue, 1973)
- Ook voor jou (Vogue, 1975)
- Ballerina's (Philips, 1977)
- Paprika (Philips, 1979)
- Kris De Bruyne Band (CNR, 1985)
- Oog in oog (Philips, 1989)
- Keet in de lobby (Alora, 1993)
- Mirward (Alora, 1994)
- Van mijlenver over de grens (Alora, 1996)
- Buiten de Wet (Culture Records, 2001)
- Westende Songs (2005)